# Bargota
Bargota ist ein nordspanisches Dorf und eine Gemeinde (municipio) mit 247 Einwohnern (Stand: 2024) im Süden der Autonomen Gemeinschaft Navarra.

## Lage und Klima
Bargota liegt gut 75 km (Fahrtstrecke) westsüdwestlich von Pamplona bzw. ca. 18 km nordöstlich von Logroño in einer Höhe von ca. 465 m. Durch den Süden der Gemeinde verläuft die Autovía A-12. Das Klima ist gemäßigt bis warm; Regen (604 mm/Jahr) fällt überwiegend im Winterhalbjahr.

## Bevölkerungsentwicklung
| Jahr      | 1970 | 1981 | 1991 | 2001 | 2011 | 2021 |
| Einwohner | 591  | 437  | 423  | 381  | 314  | 254  |

## Sehenswürdigkeiten
- Marienkirche
- Marienkapelle
- Ruine der Luzienkapelle